# ヴィヴェンディ・ユニバーサル
ヴィヴェンディ・ユニバーサル（Vivendi Universal）はフランスのメディア企業ヴィヴェンディ（Vivendi SA）の旧社名。

## 概要
2000年にヴィヴェンディ、シーグラム、カナル・プリュスの3社が合併することによって誕生した。
合併と同時にシーグラムの酒造部門はペルノ・リカールに売却された為、ヴィヴェンディ・ユニバーサルはメディア事業に特化した会社となった。発足当時、同社はタイム・ワーナーに次ぐ世界第2位のメディア企業として注目を集めた。
2002年に業績が急速に悪化し、この年233億ユーロもの損失を計上した。これはフランス企業として過去最大の損失額である。この事態を受けて同社は多くの子会社を売却した。中でも最大の売却は、ユニバーサル映画やユニバーサル・スタジオからなるヴィヴェンディ・ユニバーサル・エンタテインメントを、GE傘下のNBCと合併させ、NBCユニバーサルとしたことである。この合併に伴い、ヴィヴェンディ・ユニバーサルはGEからの資金援助を得ることができ、経営は安定した。
2006年4月20日にヴィヴェンディ（Vivendi SA）に改称。

## 沿革
- 2000年 - ヴィヴェンディ、シーグラム、カナル・プリュスの合併により、ヴィヴェンディ・ユニバーサルが誕生。
- 2001年 - MP3.comを買収。
- 2002年 - 業績悪化によりCEOのジャン・マリエ・メシエが辞任。
- 2003年 - MP3.comをCNETに売却
- 2004年 - ヴィヴェンディ・ユニバーサル・エンタテインメントがNBCと合併し、NBCユニバーサルとなる。
- 2006年 - 独ベルテルスマン傘下の音楽出版社BMGミュージックパブリッシングの買収を発表。
- 2007年 - ヴィヴェンディ・ユニバーサルゲームズとアクティビジョンの合併を発表、アクティビジョン・ブリザードが発足。

## 主な事業
- カナル・プリュス（有料テレビ局）
- ユニバーサル・ミュージック（レコード会社）
- アクティビジョン・ブリザード（ゲームソフト会社）
- SFRセジェテル（固定・携帯電話会社）
- NBCユニバーサル（映画・テレビ制作、テーマパーク運営、株式の18.5%を保有）